# Odessa (Minnesota)
Odessa es una ciudad ubicada en el condado de Big Stone en el estado estadounidense de Minnesota. En el Censo de 2010 tenía una población de 135 habitantes y una densidad poblacional de 69,68 personas por km².

## Geografía
Odessa se encuentra ubicada en las coordenadas 45°15′43″N 96°19′51″O / 45.26194, -96.33083. Según la Oficina del Censo de los Estados Unidos, Odessa tiene una superficie total de 1.94 km², de la cual 1.94 km² corresponden a tierra firme y (0%) 0 km² es agua.

## Demografía
Según el censo de 2010, había 135 personas residiendo en Odessa. La densidad de población era de 69,68 hab./km². De los 135 habitantes, Odessa estaba compuesto por el 100% blancos, el 0% eran afroamericanos, el 0% eran amerindios, el 0% eran asiáticos, el 0% eran isleños del Pacífico, el 0% eran de otras razas y el 0% pertenecían a dos o más razas. Del total de la población el 2.96% eran hispanos o latinos de cualquier raza.